# 尼泊尔共产党（团结中心—火炬）
尼泊尔共产党（团结中心—火炬）是尼泊尔的一个已不存在的共产主义政党。该党成立于2002年，由尼泊尔共产党（团结中心）和尼泊尔共产党（火炬） (1983年)合并而成。

## 历史
2002年4月22日，尼泊尔共产党（团结中心）和尼泊尔共产党（火炬） (1983年)两党召开合并会议。尼泊尔共产党（团结中心—火炬）坚持马列主义、毛主义作为思想基础，秘书长是辛格。
尼泊尔共产党（团结中心—火炬）主张谈判解决尼泊尔内部冲突，它建议所有左派举行制宪会议，同时，该党反对美国干预尼泊尔政治。
2006年4月，尼泊尔共产党（团结中心—火炬）分裂出尼泊尔共产党 (2006年)等4个小党。
尼泊尔共产党（团结中心—火炬）的总书记是普拉卡什。
2009年1月初，该党并入尼泊尔共产党（毛主义）。同时，尼泊尔共产党（毛主义）更名为“尼泊尔联合共产党（毛主义）”。